# サンタ・マルタ (コロンビア)
サンタ・マルタ（西: Santa Marta）は、コロンビアの北部に位置する都市、自治体。マグダレーナ県の県都でもある。カリブ海に面し、サンタ・マルタ山脈に囲まれている。
この地域一帯の観光、歴史、文化の中心地で、主要港も備えている。
「解放者」の異名で知られる革命家シモン・ボリバルは1830年12月17日にサンタ・マルタ近郊のサン・ペドロ・アレハンドリーノ農場で亡くなった。一帯では1964年から起きているコロンビア内戦でなんらかの影響が出ている。

## 歴史

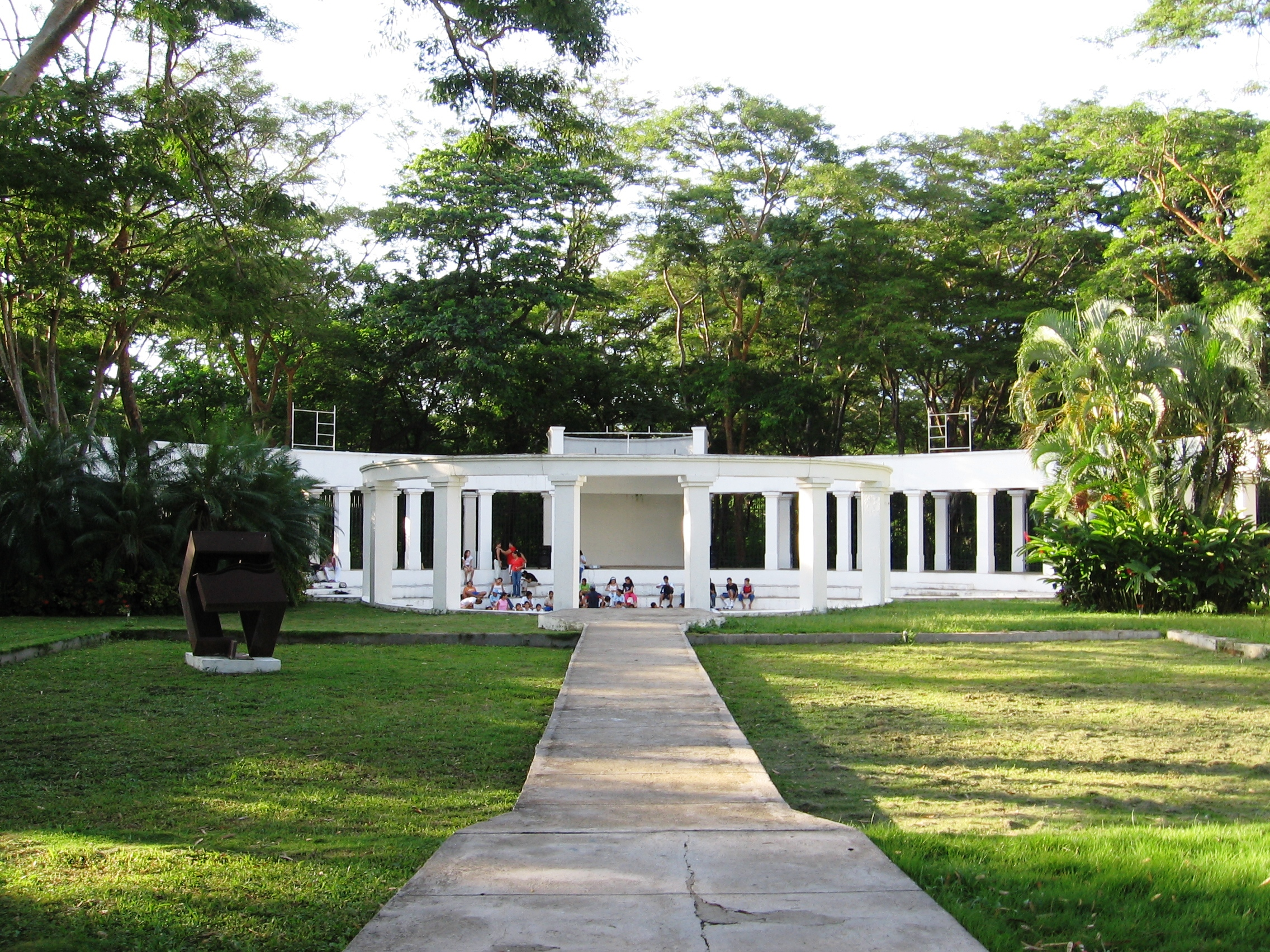
サン・ペドロ・アレハンドリーノ農場

スペイン人が到達する以前、この一帯にはアルアコ族やコギ族といった先住民が住み着き、タイロナ文化が栄えていた。
1525年7月29日にスペイン人征服者のロドリーゴ・デ・バスティーダスは二百人の部下と2、3人の先住民をしたがえて街を建設した。彼は新約聖書に登場するマルタという人物にちなみ街をサンタ・マルタと名付けた。しかし、彼が訪れたことのあるスペインのサンタ・マルタ・デ・アストルガスという都市が由来ではないかとの説もあり、多くの歴史家の間で議論が重ねられてきた。この街の建設からスペインによるこの地域の植民地化は急速に進み、植民地の統治機能も構築された。
植民地時代、サンタ・マルタは近隣のカルタヘナに港湾都市の地位を奪われた。19世紀中葉にはフランス、イギリス、北アメリカなどから移民がやってきて、地元の人々に工業生産を紹介し工業と農業の業界団体を設立した。また、彼らによって鉄道も敷設され、産業のネットワーク化も図られた。
1871年にはマグダレナ大学が設立されたが、当初は法学と医学の二学部しかなかった。
20世紀中には多国籍企業の支援により内陸部で大量生産されたバナナや石炭が主要港から輸出された。1968年には市役所から港湾局が分割された。

## 地理
沿岸部に位置するサンタ・マルタ市の年間気温は27度から35度の間で推移しているが、自治体のレベルになるとネバダ・デ・サンタ・マルタ山脈も管轄しているため地勢は変化に富む。通常、高度が100m上がると気温は1度下がるといわれる。月間降水量も地域によって12mmから975mmと非常に幅が広い。
市はマグダレナ川の三角州の北東側約50 kmの場所にあり、海岸部のタイロナ自然国立公園を含むネバダ・デ・サンタ・マルタ山脈一帯は1979年に、市付近のサンゴ礁、マングローブおよびサラマンカ島を含む湿地のサンタ・マルタ大湿地は2000年にユネスコの生物圏保護区にそれぞれ指定された。

## 観光

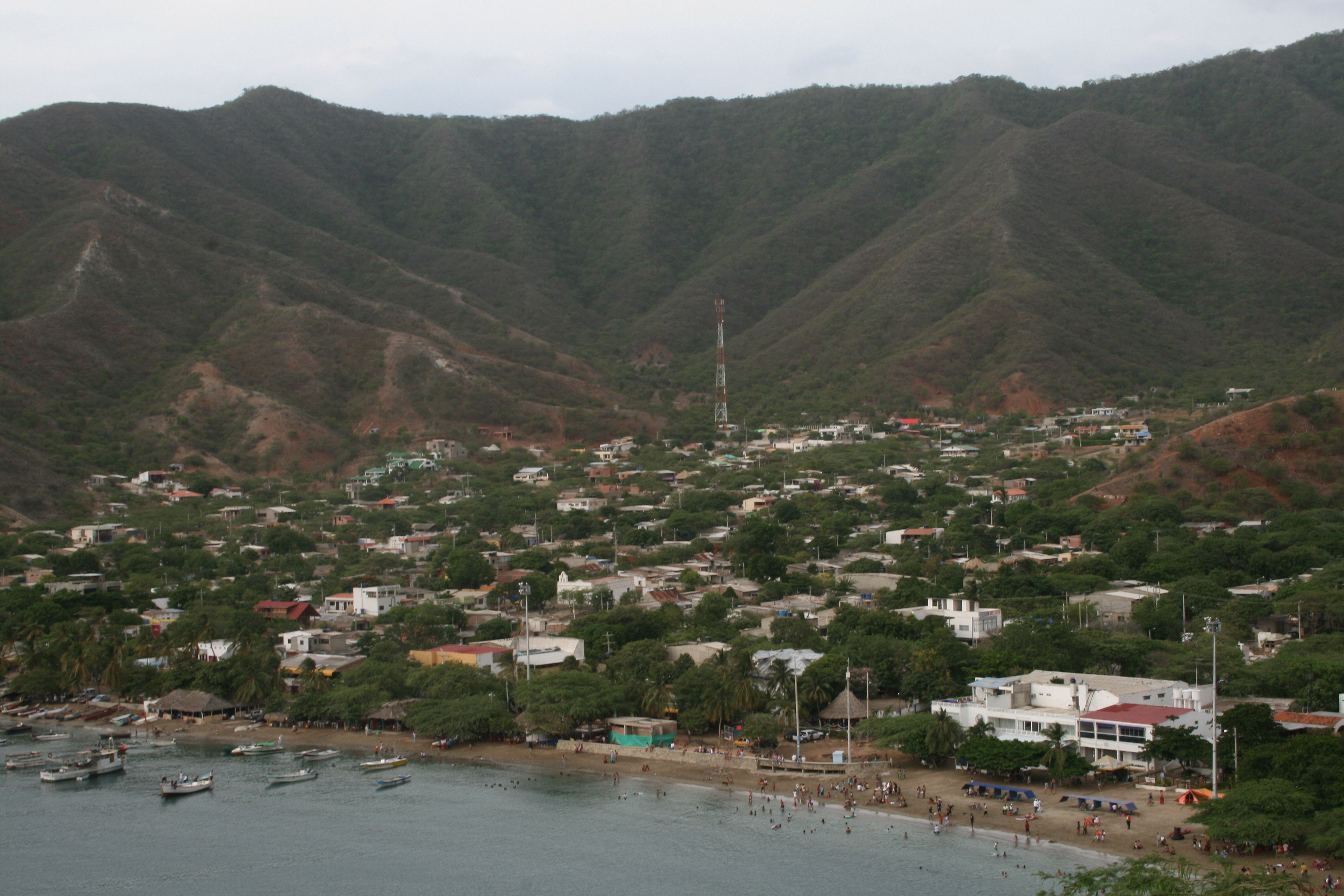
タガンガの街

12月15日からの一ヶ月間と復活祭の週がこの地域における観光のハイシーズンで、リゾート地として知られるロダデロ地区は観光客でにぎわう。ダウンタウンは近年、植民地建築と共和国建築が融合した街並みに改築され、ますます観光客を引き寄せるようになった。2011年にはダウンタウンに国際港の開港が予定されている。また、三方を山に囲まれた地の利から、ハリケーンシーズンには嵐を避けるように帆船が集まる。このことから街では年の中ごろにラス・フィエスタス・デル・マール（「海の祭り」の意）という祭りが開かれ、観光客でにぎわう。祭りではサンタ・マルタ・エスキ主催のジェットスキーショーのほか、美人コンテスト、パレード、宴会などが催される。「なんでも願いの叶う魔法」を祭りのスローガンに掲げている。
主な観光名所
- サン・ペドロ・アレハンドリーノ農場（スペイン語版） - 17世紀に造営された。シモン・ボリバルの墓場があることで知られる。現在は彼を記念した博物館になっている。
- サンタ・マルタ大聖堂（スペイン語版） - 1766年に建てられた国定史跡。1842年までシモン・ボリバルの遺体が安置されていた。
- サンタ・マルタ税関（スペイン語版） - 1530年に建てられたアメリカ大陸最古の建造物。現在はタイロナ博物館になっている。
- マダム・オーガスティン・ハウス - 植民地時代の建築の傑作
- サン・フェルナンド砦 - スペイン人征服者が海賊からの襲撃に備えて築いた砦。植民地時代の軍事建築のよい例である。
- タイロナ自然国立公園（スペイン語版） - 市街地から北へ34kmのところにある、国内で最も重要な生態保護区。キャンプ場、きれいなビーチ、熱帯雨林などがあるほか、カイラマと呼ばれる考古遺跡がある。
- ケイブラダ・バレンシア - 熱帯雨林の奥地にある滝。
- タガンガ（スペイン語版） - スキューバダイビングのメッカとして知られる漁師町。近くには美しいビーチもある。
- ママンカナ自然保護区 - 野生観察やパラグライダー、ダウンヒル、岩登り、キャノピングなどのレクリエーションに利用されている自然保護区。
- ロダデロ水族館・博物館 - イルカとアシカのショーも開かれる水族館

## 交通
・シモン・ボリバル国際空港が郊外に立地している。 

## スポーツ
エル・シクロン・バナネロ（バナナのサイクロン）の愛称で知られるサッカークラブ、ウニオン・マグダレナが拠点としている。

## 出身有名人
- カルロス・バルデラマ - 元サッカー選手
- カルロス・ビベス（スペイン語版） - 歌手、作曲家、俳優
- ヨハン・フォンランテン  サッカー選手

## 姉妹都市
- マイアミビーチ（アメリカ合衆国、フロリダ州）[6]